# Counoise
La counoise est un cépage noir utilisé dans le sud de la France, parfois confondu avec l'aubun.

## Origine et répartition
Ce cépage serait originaire d'Espagne, offert au pape Urbain V — alors pape à Avignon — par un vice-légat nommé Counesa.
La counoise fait notamment partie de l'encépagement des appellations Côtes du Rhône, Châteauneuf du Pape, Gigondas, Vacqueyras, Rasteau, Ventoux, Luberon, les Baux-de-Provence, Coteaux d'Aix-en-Provence, Coteaux de Saint-Christol, Cabrières, Coteaux de Vérargues, Languedoc, Collioure, Montpeyroux, Pic-Saint-Loup, Saint-Drézéry, Saint-Georges-d'Orques et Saint-Saturnin.
Ce cépage était cultivé sur environ 500 ha en 2006. Il existe deux clones en matériel certifié, portant les numéros 508 et 725. Un conservatoire d'une dizaine de clones a été implanté dans les Côtes du Rhône (Vaucluse) en 2001.

## Caractères ampélographiques

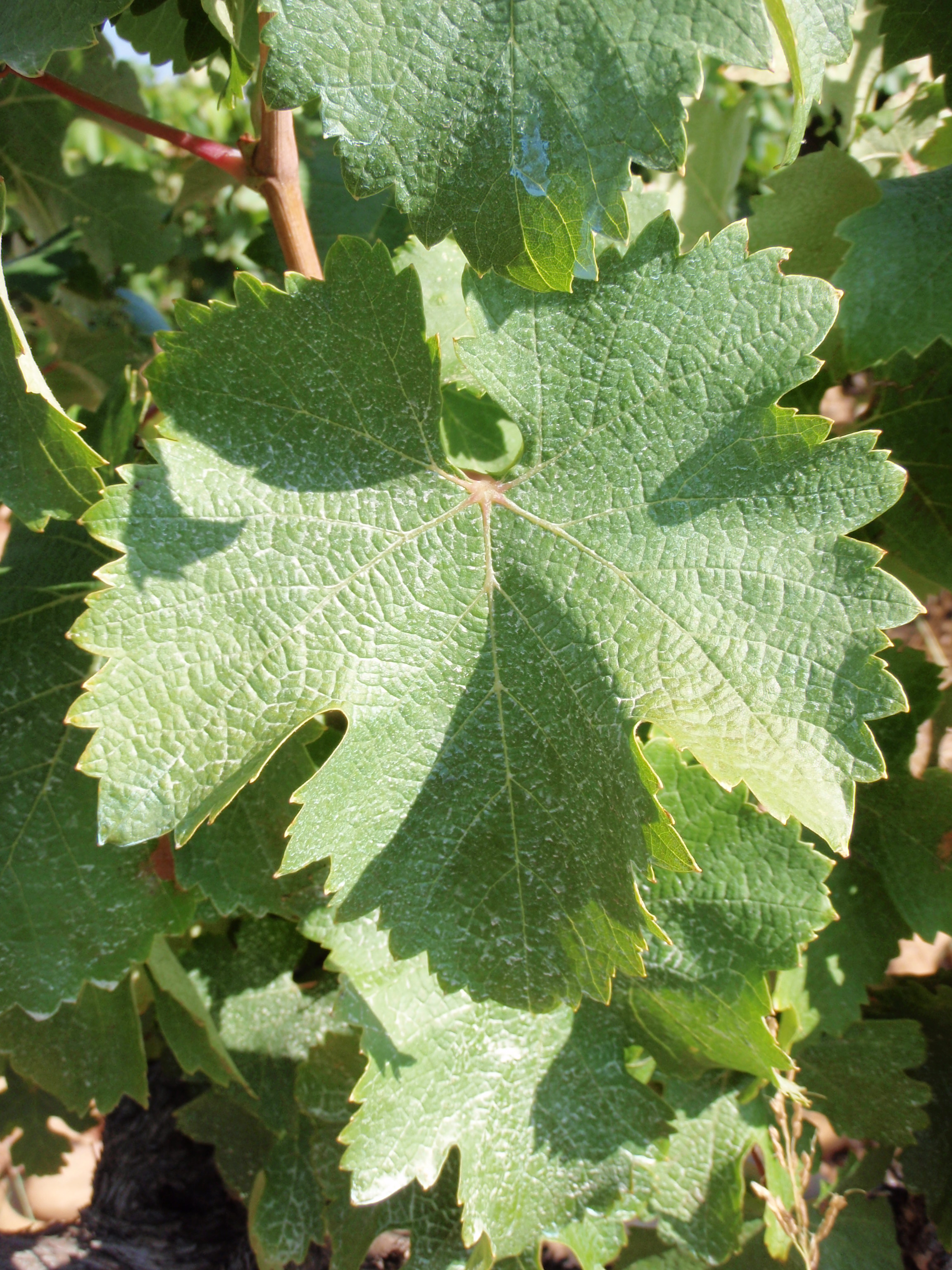
Une feuille de counoise

- Bourgeonnement cotonneux blanc à pointe carminé.
- Feuilles adultes grandes, épaisses, à 5 lobes, très bullées voire gaufrées, orbiculaires, à larges dents ogivales. Forte densité de poils couchés sur la face inférieure du limbe.
- Sinus pétiolaire en lyre fermé chevauchant, souvent à base dégarnie
- Baies grosses (18 à 20 mm)
- Grappes de taille moyenne
- Sarment jaune clair avec des nœuds violets

## Aptitudes culturales

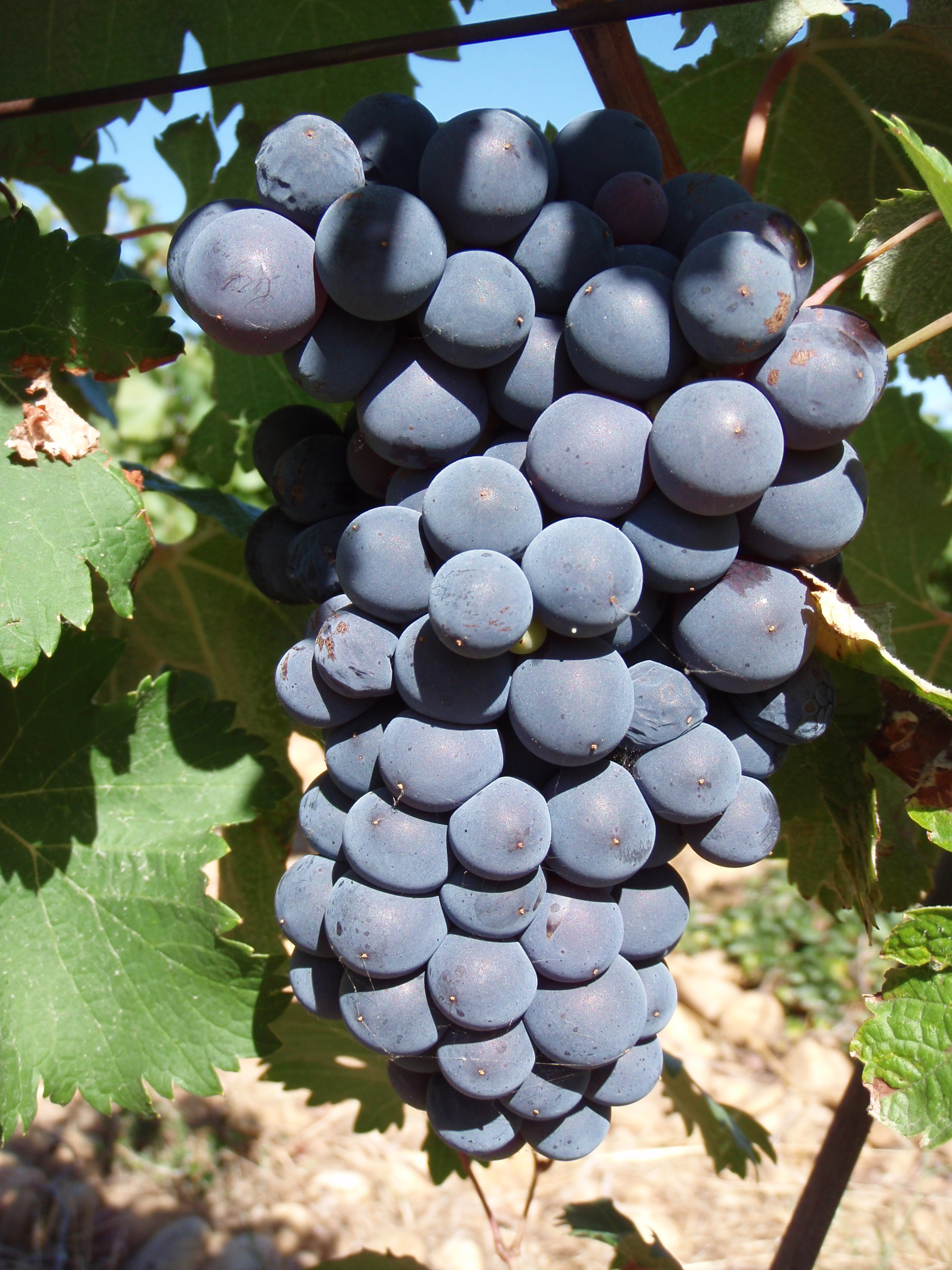
Counoise

Époque de débourrement : 12 jours après le chasselas B.
Époque de maturité : 2e époque, 31/2 à 4 semaines après le chasselas
Ce cépage vigoureux doit être taillé court (en cordon de Royat ou en gobelet). Contrairement à l'Aubun, sa production a tendance à être irrégulière selon les millésimes. Il est particulièrement adapté aux terroirs de coteaux, chauds et caillouteux.
La counoise est peu sensible au mildiou et à l'oïdium. Elle est cependant assez sensible à la pourriture grise.

## Potentiel technologique
Les grappes sont moyennes, à grosses baies. La counoise permet d'obtenir des vins fruités, flatteurs, mais peu colorés.
La structure tannique de ces vins est fine, avec un équilibre alcool/acide intéressant. Ses arômes sont complexes (arômes épicés, ou même floraux sur une base fruitée).
Le profil aromatique de ce cépage apporte une complexité intéressante en assemblages.

## Synonymes
Ce cépage était autrefois connu sous le nom de Moustardier dans les vieux vignobles de Châteauneuf-du-Pape et de Tavel.
Dans certains pays, il est synonyme de l'Aubun même si ces deux cépages sont bien distincts.

## Type de vin
Toujours vinifié en assemblage, ce cépage apporte finesse, souplesse et fruité. Ces vins à la robe profonde et brillante dégagent des arômes d'épices, de prune et de mûre.